# بنیامین طبریه‌ای
بنیامین طبریه‌ای مردی ثروتمند بود که سربازان زیادی را در جریان شورش یهودیان علیه هراکلیوس در استان فلسطین در قرن هفتم امپراتوری بیزانس به خدمت گرفت و مسلح کرد. بنیامین طبریه‌ای به نیروهای ایرانی ملحق شد و سربازان یهودی را از طبریه، ناصره و شهرهای کوهستانی جلیل به خدمت گرفت و مسلح کرد و با هم به سوی اورشلیم حرکت کردند. بعداً یهودیان نواحی جنوبی کشور به آنها پیوستند. و با حمایت گروهی از اعراب، نیروهای متحد اورشلیم را در سال ۶۱۴ میلادی تصرف کردند. بنیامین یکی از رهبران شورش بود که فعالانه در محاصره و تصرف اورشلیم توسط ایران در سال ۶۱۴ شرکت داشت. گمان می رود که رهبر دوم نحمیا بن هوشیل به عنوان حاکم اورشلیم منصوب شد.